# Daniel Kyerewaa
Daniel Kankam Kyerewaa (* 5. Oktober 2001 in Düsseldorf) ist ein deutsch-ghanaischer Fußballspieler, der aktuell beim FC Reading unter Vertrag steht.

## Karriere
Nach seinen Anfängen in der Jugend der SG Unterrath wechselte er im Sommer 2016 in die Jugendabteilung von Fortuna Düsseldorf. Für seinen Verein bestritt er 18 Spiele in der B-Junioren-Bundesliga und 37 Spiele in der A-Junioren-Bundesliga, bei denen ihm insgesamt elf Tore gelangen. Im Sommer 2020 wechselte er zur zweiten Mannschaft des FC Schalke 04 in die Regionalliga West. Dort entwickelte er sich zum Stammspieler und gehörte im Frühjahr 2022 auch in zwei Spielen dem Spieltagskader der ersten Mannschaft in der 2. Bundesliga an, kam allerdings nicht zum Einsatz.
Nachdem er für seinen Verein in zwei Spielzeiten 64 Ligaspiele bestritten hatte, bei denen ihm insgesamt 14 Tore gelangen, wechselte Kyerewaa im Sommer 2023 zum Drittligisten Preußen Münster. Dort kam er auch zu seinem ersten Einsatz im Profibereich, als er am 5. August 2023, dem 1. Spieltag, beim torlosen Heimunentschieden gegen Borussia Dortmund II in der Startformation stand. In seiner ersten Saison, die er für Preußen Münster bestritt, gelang ihm der Aufstieg in die 2. Fußball-Bundesliga.
Im Sommer 2025 lief sein Vertrag bei Preußen Münster aus und er wechselte zum FC Reading.

## Erfolge
Preußen Münster
- Aufstieg in die 2. Bundesliga: 2024